# Aleksander Skoglund
Aleksander Skoglund (ur. 6 maja 1999) – norweski kombinator norweski, srebrny medalista mistrzostw świata juniorów, zwycięzca Pucharu Kontynentalnego.

## Kariera
Po raz pierwszy na arenie międzynarodowej pojawił się 14 marca 2017 roku w Trondheim, gdzie w zawodach dzieci zajął pierwsze miejsce. 
W 2019 roku wystąpił na mistrzostwach świata juniorów w Lahti, gdzie wraz z kolegami z reprezentacji zdobył srebrny medal w sztafecie oraz zajął piąte miejsce w zawodach metodą Gundersena na 10 km.
W Pucharze Świata zadebiutował 9 marca 2019 roku w Oslo zajmując 39. miejsce w Gundersenie. Pierwsze pucharowe punkty zdobył 2 grudnia 2023 roku w Lillehammer, gdzie był trzydziesty siódmy w Gundersenie.
Jego brat, Andreas Skoglund, także uprawia kombinację norweską.

## Osiągnięcia

### Mistrzostwa świata juniorów
| Miejsce | Dzień       | Rok  | Miejscowość | Konkurencja           | Wynik zwycięzcy | Strata | Zwycięzca          |
| ------- | ----------- | ---- | ----------- | --------------------- | --------------- | ------ | ------------------ |
| 2.      | 25 stycznia | 2019 | Lahti       | Sztafeta HS100/4x5 km | 53:16,4         | +14,3  | Niemcy             |
| 5.      | 27 stycznia | 2019 | Lahti       | Gundersen HS100/10 km | 28:16,8         | +39,1  | Johannes Lamparter |

### Puchar Świata

#### Miejsca w klasyfikacji generalnej
- sezon 2018/2019: niesklasyfikowany
- sezon 2019/2020: nie brał udziału
- sezon 2020/2021: nie brał udziału
- sezon 2021/2022: nie brał udziału
- sezon 2022/2023: niesklasyfikowany
- sezon 2023/2024: 33.
- sezon 2024/2025: 34.

#### Miejsca na podium chronologicznie
Jak dotąd Skoglund nie stawał na podium zawodów PŚ.

### Puchar Kontynentalny

#### Miejsca w klasyfikacji generalnej
- sezon 2017/2018: 71.
- sezon 2018/2019: 28.
- sezon 2019/2020: 8.
- sezon 2020/2021: nie brał udziału
- sezon 2021/2022: 60.
- sezon 2022/2023: 15.
- sezon 2023/2024: 1.
- sezon 2024/2025: 6.

#### Miejsca na podium chronologicznie
| Nr  | Data             | Miejscowość | Konkurencja           | Wynik zwycięzcy | Pozycja | Strata  | Zwycięzca          |
| --- | ---------------- | ----------- | --------------------- | --------------- | ------- | ------- | ------------------ |
| 1.  | 11 marca 2020    | Niżny Tagił | Gundersen HS97/10 km  | 24:17,6         | 3.      | +9,8    | Jakob Lange        |
| 2.  | 18 grudnia 2022  | Ruka        | Gundersen HS142/10 km | 27:04,4         | 3.      | +1:07,2 | Terence Weber      |
| 3.  | 8 grudnia 2023   | Lillehammer | Gundersen HS98/10 km  | 26:40,8         | 2.      | +5,4    | Jakob Lange        |
| 4.  | 9 grudnia 2023   | Lillehammer | Gundersen HS98/10 km  | 28:53,4         | 1.      | -       | -                  |
| 5.  | 13 stycznia 2024 | Trondheim   | Gundersen HS138/10 km | 31:23,7         | 2.      | +28,9   | Simon Mach         |
| 6.  | 14 stycznia 2024 | Trondheim   | Gundersen HS138/10 km | 25:10,8         | 1.      | -       | -                  |
| 7.  | 20 stycznia 2024 | Klingenthal | Gundersen HS85/10 km  | 23:11,1         | 3.      | +1,6    | Fabian Rießle      |
| 8.  | 18 lutego 2024   | Eisenerz    | Gundersen HS109/10 km | 28:41,1         | 3.      | +33,5   | Mario Seidl        |
| 9.  | 8 marca 2024     | Lahti       | Kompakt HS130/7,5 km  | 19:47,9         | 2.      | +26,4   | Jakob Lange        |
| 10. | 10 marca 2024    | Lahti       | Gundersen HS130/10 km | 26:16,1         | 2.      | +35,3   | Jakob Lange        |
| 11. | 10 stycznia 2025 | Klingenthal | Kompakt HS140/7,5 km  | 22:22,1         | 2.      | +28,0   | Andreas Skoglund   |
| 12. | 17 stycznia 2025 | Eisenerz    | Gundersen HS109/10 km | 25:48,1         | 3.      | +11,3   | Kasper Moen Flatla |
| 13. | 19 stycznia 2025 | Eisenerz    | Gundersen HS109/10 km | 25:05,4         | 2.      | +6,7    | Kasper Moen Flatla |
| 14. | 25 stycznia 2025 | Schonach    | Kompakt HS100/8 km    | 19:55,9         | 3.      | +36,8   | Andreas Skoglund   |
| 15. | 2 lutego 2025    | Lillehammer | Gundersen HS140/10 km | 27:35,7         | 2.      | +1,1    | Jakob Lange        |

### Letnie Grand Prix

#### Miejsca w klasyfikacji generalnej
- 2019: niesklasyfikowany
- 2021: nie brał udziału
- 2022: nie brał udziału
- 2023: nie brał udziału
- 2024: niesklasyfikowany

#### Miejsca na podium chronologicznie
Jak dotąd Skoglund nie stawał na podium zawodów LGP.